# Commission pontificale Ecclesia Dei
La commission pontificale Ecclesia Dei était un dicastère de la curie romaine fondé en 1988 par le motu proprio Ecclesia Dei du pape Jean-Paul II, à la suite du sacre d'évêques au sein de la Fraternité sacerdotale Saint-Pie-X contre la volonté expresse du pape. La structure de la commission a été refondue par le motu proprio Ecclesiae unitatem du 2 juillet 2009, en la liant étroitement à la Congrégation pour la doctrine de la foi. La commission a été supprimée le 17 janvier 2019 par le pape François, qui en a transféré les activités à la Congrégation pour la doctrine de la foi.

## Buts de la commission
Sa mission est « collaborer avec les évêques, les dicastères de la Curie romaine et les milieux intéressés, dans le but de faciliter la pleine communion ecclésiale des prêtres, des séminaristes, des communautés religieuses ou des religieux individuels ayant eu jusqu'à présent des liens avec la Fraternité fondée par Marcel Lefebvre et qui désirent rester unis au successeur de Pierre dans l'Église catholique en conservant leurs traditions spirituelles et liturgiques, à la lumière du protocole signé le 5 mai par le cardinal Ratzinger et Lefebvre»
Ainsi elle veille à l'« application large et généreuse des directives données en leur temps par le Siège apostolique pour l'usage du missel romain selon l'édition typique de 1962 », en référence à la lettre circulaire Quattuor abhinc annos de 1984.
En outre, elle « exerce l’autorité du Saint-Siège sur divers instituts et communautés religieuses érigés par elle, qui ont pour rite propre la "forme extraordinaire" du rite romain et pratiquent les traditions précédentes de la vie religieuse».
En conséquence, elle est le dicastère qui peut donner un statut canonique aux communautés attachées à cette forme.
Le motu proprio « Summorum Pontificum » rendu public par Benoît XVI le 7 juillet 2007 confirme cette Commission pontificale. Celle-ci, tout en gardant ses compétences, peut alors agir au nom du souverain pontife, au même titre qu'un dicastère et en élargit le mandat : si un évêque ne veut pas pourvoir à la forme de célébration demandée par « un groupe stable de fidèles attachés à la tradition liturgique antérieure », il en sera référé à la Commission pontificale (art. 7), et si l'évêque souhaite pourvoir mais se trouve dans l'impossibilité de le faire, il peut y recourir pour obtenir conseil et soutien (art. 8).
Dans sa Lettre aux évêques de l'Église catholique à propos de la levée des excommunications des quatre évêques consacrés par Monseigneur Lefebvre, publié le 12 mars 2009, Benoît XVI, considérant que les questions restant à traiter avec la Fraternité Saint-Pie-X sont « de nature essentiellement doctrinale et regardent surtout l’acceptation du Concile Vatican II et du magistère post-conciliaire des Papes », annonce son intention de rattacher la commission à la congrégation pour la doctrine de la foi. Ce rattachement est effectif le 8 juillet 2009 avec la publication du motu proprio Ecclesiae unitatem et la nomination du cardinal William Levada, préfet de la congrégation pour la doctrine de la foi, à la tête de la commission.
La Commission a assuré la tutelle de l'Institution des Dominicaines du Saint-Esprit. Ses décisions de 2016 à cet égard ont fait l'objet de controverses et ont été critiquées implicitement par le pape François lui-même dans une lettre du 23 décembre 2021 aux Mères de l'Institution. En effet, la Commission manquait de compétences concrètes au sujet du fonctionnement de la vie monastique.
Le 17 janvier 2019, par une lettre apostolique en forme de motu proprio, le pape François, considérant que les questions qui restaient ouvertes étaient principalement de nature doctrinale, a supprimé la commission pontificale Ecclesia Dei, dont les compétences sont entièrement attribuées à la Congrégation pour la doctrine de la foi, qui reprendra ses activités au sein d’une troisième section. En mars 2019, c'est Patrick Descourtieux qui est nommé à la tête de cette section.

## Anciens présidents
- Cardinal Paul Augustin Mayer, O.S.B. (2 juillet 1988 - 1er juillet 1991)
- Cardinal Antonio Innocenti (1er juillet 1991 - 16 décembre 1995)
- Cardinal Angelo Felici (16 décembre 1995 - 13 avril 2000)
- Cardinal Darío Castrillón Hoyos (14 avril 2000 - 8 juillet 2009 )
- Cardinal William Joseph Levada (8 juillet 2009 - 2 juillet 2012)
- Cardinal Gerhard Ludwig Müller (2 juillet 2012 - 1er juillet 2017)
- Cardinal Luis Ladaria Ferrer (2 juillet 2017 - 17 janvier 2019)

## Les communautés dépendant de la commission
Au moment de sa dissolution, les communautés suivantes lui étaient rattachées :

### Administrations territoriales
Administration apostolique personnelle Saint-Jean-Marie-Vianney, diocèse de Campos (Brésil)

### Sociétés de vie apostolique
Fraternité sacerdotale Saint-Pierre, Institut du Christ-Roi Souverain Prêtre, Institut du Bon-Pasteur, internationales.
Institut Saint-Philippe-Néri, en Allemagne

### Spiritualité bénédictine
moines
Abbaye Sainte-Madeleine du Barroux, Monastère Sainte-Marie de la Garde, Abbaye Notre-Dame de Fontgombault, Abbaye Notre-Dame de Randol, Abbaye Notre-Dame de Triors, Abbaye Notre-Dame de Gaussan, Institut de la Sainte-Croix de Riaumont, en France.
Abbaye Notre-Dame de l'Annonciation de Clear Creek aux États-Unis
moniales
Abbaye Notre-Dame-de-l'Annonciation du Barroux, Abbaye Notre-Dame-de-Fidélité de Jouques, Abbaye Notre-Dame-de-Miséricorde de Rosans, en France.

### Spiritualité dominicaine
Frères
Fraternité Saint-Vincent-Ferrier, en France
sœurs
Dominicaines du Saint-Esprit, en France
Sœurs du Précieux-Sang, en Suisse[à vérifier][réf. nécessaire]

### Chanoines réguliers
Chanoines réguliers de la Mère de Dieu, en France
Chanoines réguliers de Saint-Jean-de-Kenty aux États-Unis